# Srbské národní divadlo (Novi Sad)

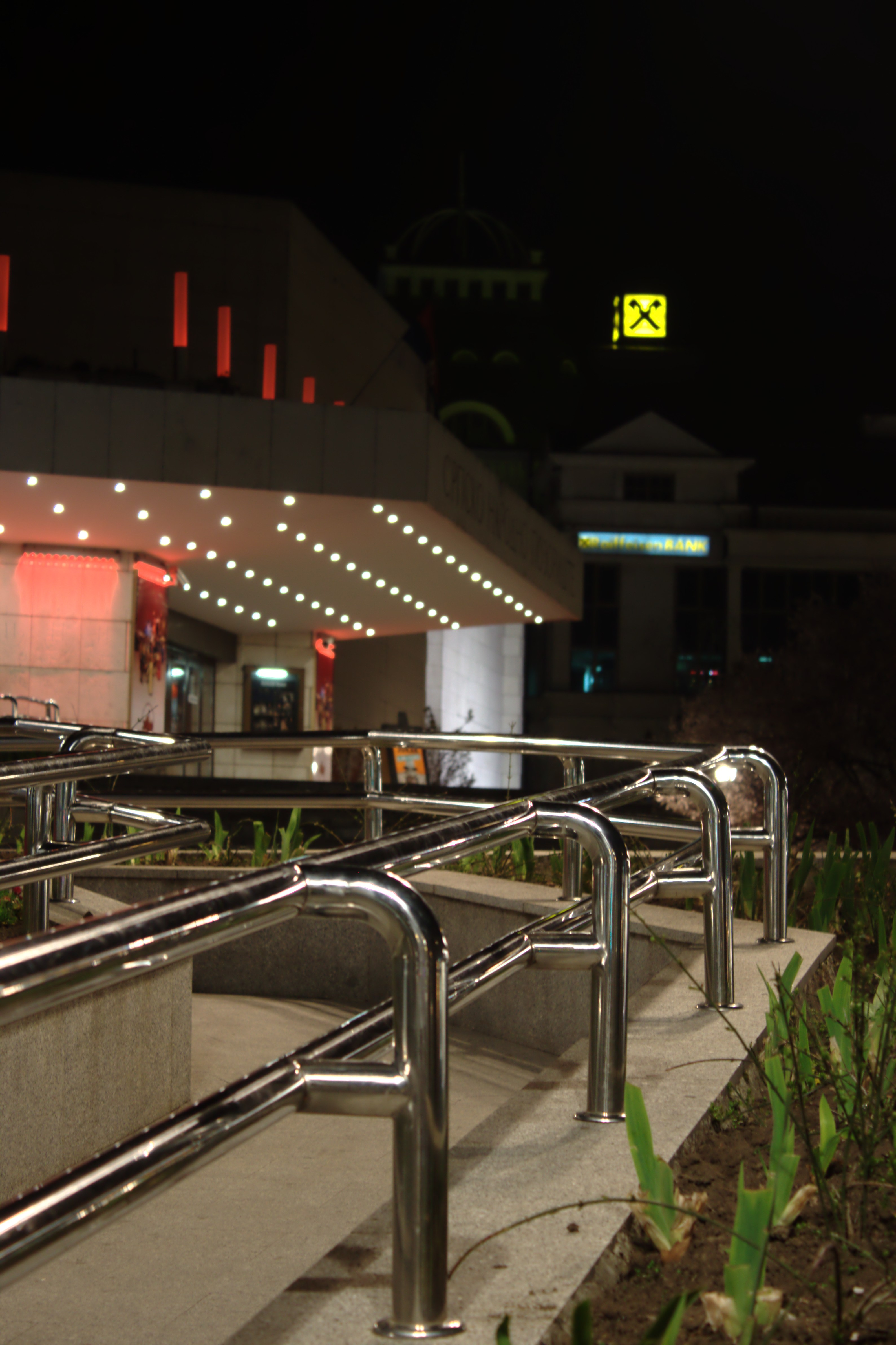
Budova v noci

Srbské národní divadlo (srbsky Српско народно позориште/Srpsko narodno pozorište) působí ve městě Novi Sad od roku 1861 až dodnes. Jeho budova se nachází na adrese Pozorišni trg 1 (Divadelní náměstí).

## Budova
Vícepatrový objekt tvoří v půdorysu několik vzájemně propojených šestiúhelníků a mnohoúhelníků. Nápadné je také obložení bílými mramorovými deskami.
Současná brutalistní budova, ve které divadlo sídlí, byla vybudována na přelomu 70. a 80. let 20. století podle návrhu polského architekta Wiktora Jackiewicze. Byl realizován projekt, který vyhrál v mezinárodní architektonické soutěži. Jednalo se již o druhou soutěž na toto téma; v roce 1961 se uskutečnila první, v té však Jackiewicz prohrál. Jeho projekt měl být vyloučen i z druhé soutěže; a to i přesto, že Jackiewicz v roce 1974 strávil rok a půl v Novém Sadu a připravoval svůj projekt. Nakonec však byl jeho návrh upraven a schválen; finálnímu potvrzení nicméně předcházely početné diskuze, analýzy a hodnocení Jaczkiewiczova návrhu. 
Stavební práce byly zahájeny dne 11. dubna 1975; základní kámen divadla položil tehdejší předseda předsednictva SAP Vojvodina Radovan Vlajković. V roce 1979 byly pro lepší přehlednost areálu strženy některé domy v nedaleké ulici Jevrejska. 
Slavnostně byla otevřena dne 28. března 1981, který se od té doby připomíná jako Den SND. Přestože se ve své době jednalo o moderní a velkolepou budovu, která byla zasvěcena kultuře, mezi místními obyvateli si vysloužila přezdívku bunker.[zdroj?]
Ve své době se jednalo o největší divadelní budovu v Srbsku, s celkovou plochou 24 000 m2. Má celkem tři scény; velkou scénu Jovana Đorđeviće s 940 místy k sezení, malou scénu Pery Dobrinoviće s 373 místy k sezení a další scénu s 118 místy k sezení. Je zde rovněž zkušební sál, sál pro chór a orchestr, baletní sál apod. 
Obnova budovy probíhala v letech 2010 a 2011, a to prostřednictvím nákladů v celkové výši 180 mil. dinárů.

## Umělecká díla
Před budovou divadla se nacházejí dvě sochy; jedna spisovatele Jovana Steriji Popoviće a herce Pery Dobrinoviće.